# Труфаногорская волость
Труфаногорская волость — административно-территориальная единица в составе Пинежского уезда, существовавшая с 1924 по 1927 года. Центром волости было село Чакола.

## История
Декретом ВЦИК от 9 июня 1924 в Пинежском уезде образованы четыре укрупненные волости: Карпогорская, Пинежская, Сурская и Труфаногорская. Труфаногорская волость объединила волости Михайловскую и
Труфаногорскую. Несмотря на название, центром Труфаногорской волости была не Труфанова гора, а Чакола. В 1927 году упразднена и включена в состав Пинежской волости.

## Состав волости
Труфаногорская волость состояла из четырёх сельских обществ: Высокогорское, Пиринемское, Труфаногорское и Чакольское.